# Тетрапалладийтриплутоний
Тетрапалладийтриплутоний — бинарное неорганическое соединение
палладия и плутония
с формулой Pu3Pd4,
кристаллы.

## Получение
- Сплавление стехиометрических количеств чистых веществ:

{\displaystyle {\mathsf {4Pd+3Pu\ {\xrightarrow {800^{o}C}}\ Pu_{3}Pd_{4}}}}

## Физические свойства
Тетрапалладийтриплутоний образует кристаллы
тригональной сингонии,
пространственная группа R 3,
параметры ячейки a = 1,3344 нм, c = 0,5744 нм, Z = 6,
структура типа тетрапалладийтрииттрия Y3Pd4
.
Соединение конгруэнтно плавится при температуре 1190°С .